# Земля Ендербі

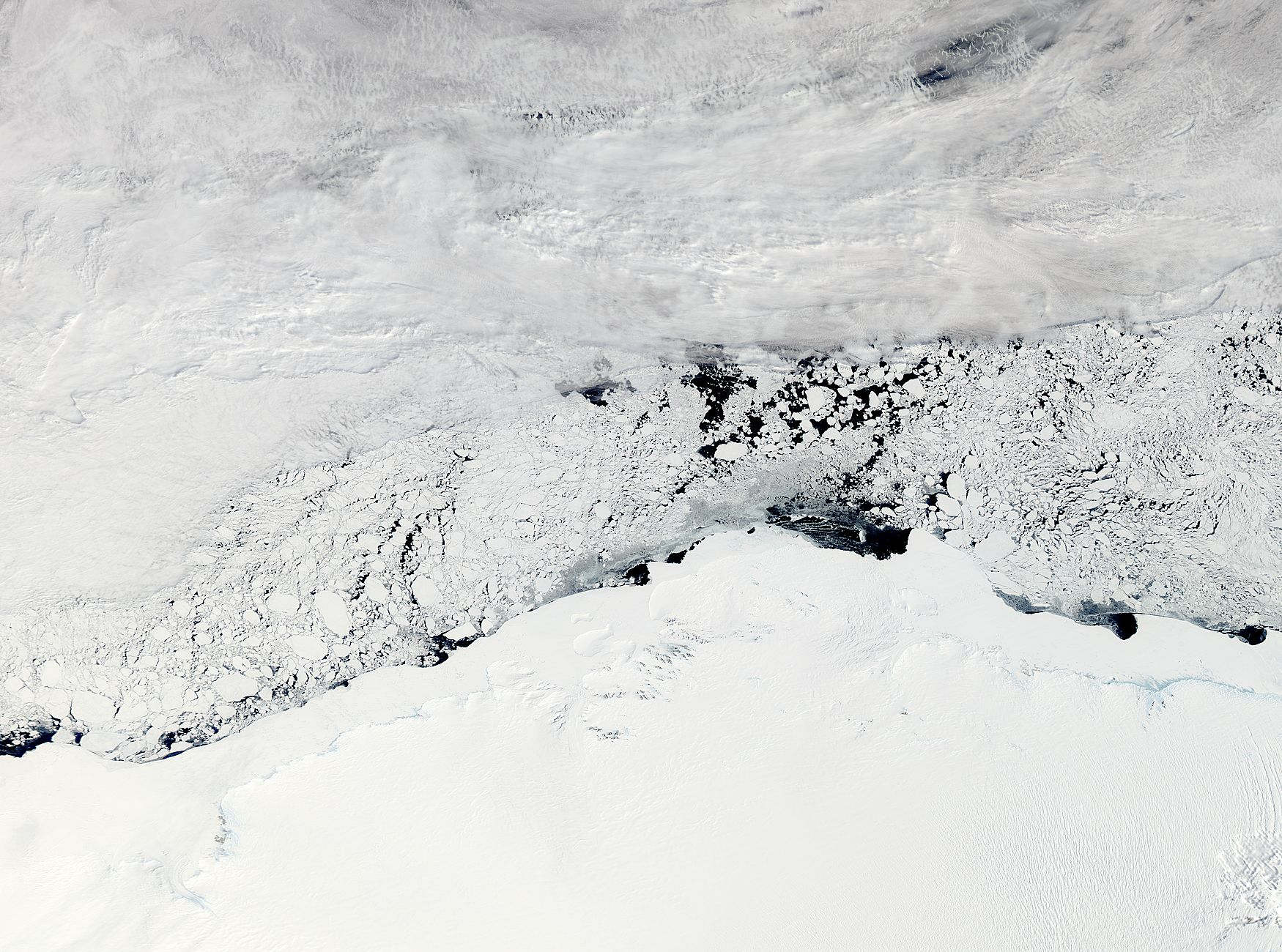
Земля Ендербі, 2011 рік. Зображення NASA.

67°30′ пд. ш. 53°00′ зх. д. / 67.500° пд. ш. 53.000° зх. д.
Земля Ендербі (англ. Enderby Land) — частина території Східної Антарктиди між 44° 38' та 59° 34' східної довготи.
Його берег простягається від льодовика Шиннан приблизно 67°55′ пд. ш. 44°38′ сх. д. / 67.917° пд. ш. 44.633° сх. д. до затоки Вільяма Скоресбі при 67°24′ пд. ш. 59°34′ сх. д. / 67.400° пд. ш. 59.567° сх. д.. На заході межує із Землею Королеви Мод, на сході — із Землею Кемпа. Із заходу та сходу омивається морями Космонавтів та Співдружності, які розділяє широкий півострів Вернадського, що виступає в океан на 100 км.
Земля Ендербі була відкрита в лютому 1831 року Джоном Біско на китобійному бризі Тула (англ. Tula) і названа в честь братів Ендербі — власників корабля, які заохочували своїх капітанів поєднувати дослідження та промисел. На узбережжі розташована відкрита у 1962 році російська наукова станція Молодіжна.
Земля Ендербі, як і вся Східна Антарктика, належить до геологічно найдавніших кратонів землі і, можливо, була частиною першого суперконтиненту Ур. Вперше на цьому терені було знайдено досі невідомий тип породи — Ендербіт, що названо на честь регіону.
На територію претендує Австралія, яка вважає її частиною свої Австралійської антарктичної території.
Висота льодовикового покриву в центральній частині регіону досягає 2000—2500 м, потужність льоду — 3000 м. Вздовж узбережжя є ділянки, вільні від льоду. Узбережжя омивається водами затоки Амундсена та затоки Кейсі. На Землі Ендербі знаходяться потужні гірські системи — гори Скотта, гори Тула та гори Нейпіер. Найвищі вершини прибережних хребтів Землі Ендербі — гора Макмастер (2830 м), гора Елкінс (2300 м), Пік Сімпсона (1720 м) та гора Кодрінгтон (1520 м).